# The Ringing Sword
The Ringing Sword (auch genannt Xiang wei jin ling) ist ein 1969 in Hongkong gedrehter Action- und Martial-Arts-Film mit Pin Chiang und Ling Fan in den Hauptrollen.

## Handlung
Ganz in Weiß gekleidet und mit einem klingenden Schwert marschiert Yeh Chiu Lu durch das Land, um Unrecht zu korrigieren, das der Kriegsherr Tsao Tan angerichtet hat. Entschlossen, den Chiang-Clan zu zerstören, setzt sie ihr Schwert ein, um das letzte Mitglied des Clans zu fangen.